# Iosseb Bardanaschwili
Iosseb Bardanaschwili (georgisch იოსებ ბარდანაშვილი; hebräisch יוסף ברדנשווילי; englische Schreibweise auch Ioseb Bardanashvili, Vorname auch Josef oder Iosif; geboren am 23. November 1948 in Batumi, Georgische SSR, Sowjetunion) ist ein georgischer und israelischer Komponist und Hochschullehrer.

## Leben
Iosseb Bardanaschwili studierte von 1968 bis 1976 Komposition am Konservatorium Tiflis bei Aleksandre Schawersaschwili (1919–2003). Ab 1973 unterrichtete er am Musikkolleg Batumi, das er von 1986 bis 1991 als Direktor leitete. In den Jahren 1975/1976 und 1988 war er außerdem Composer in Residence am Akademischen Schota-Rustaweli-Theater in Tiflis. 1987 erhielt er den Sakaria-Paliaschwili-Staatspreis. In der autonomen georgischen Republik Adscharien wirkte er von 1993 bis 1994 als Vize-Kulturminister und organisierte in diesem Amt einige internationale Musikfestivals.
1995 übersiedelte Bardanaschwili nach Israel. Dort war er von 1996 bis 1999 Composer in Residence beim Raanana Symphonette Orchestra und später bei der Israel Camerata Jerusalem. Zudem wirkte er als musikalischer Direktor der Internationalen Biennale für zeitgenössische Musik Tempus fugit in Tel Aviv (2002, 2004, 2006). Daneben unterrichtete er am Camera Obscura College, an der Bar-Ilan-Universität und am Sapir Academic College. Von 1999 bis 2010 war er Mitglied des Öffentlichkeitsrats im Ministerium für Kultur.
Er ist Mitglied der Fakultät der Hochschule für Musik an der Universität Tel Aviv und der Jerusalem Academy of Music and Dance.

## Schaffen
Iosseb Bardanaschwili komponierte mehr als 100 Werke. Er schrieb Opern und Ballette, darunter eine der ersten georgischen Rock-Opern Alternative (1976) und das Rock-Ballett Tutor (1982), außerdem Orchestermusik wie etwa Sinfonien, sinfonische Dichtungen und Konzerte für Gitarre, Flöte, Klavier, Mandoline, Klarinette, Violine, Viola und Violoncello, ferner Vokal- und Kammermusik. Hinzu kommt die Musik für 55 Theaterproduktionen und 50 Filme, u. a. für Hochzeit wider Willen (2001) und Die Maisinsel (2014). Beeinflusst wurde seine Musiksprache von der Polystilistik Alfred Schnittkes und vom Werk Gija Kantschelis.
In seinen Kompositionen versucht Bardanaschwili eine Synthese der georgischen und jüdischen Kulturen. Er verwendet zeitgenössische Kompositionsmethoden wie Zwölftontechnik, Aleatorik und Sonorismus, allerdings in einer freien, undogmatischen Weise. Als Inspiration dienen ihm unterschiedliche literarische Quellen, u. a. die jüdische Poesie des Mittelalters und Texte von Mark Aurel bis Michelangelo. Seine 1. Sinfonie Exodus (1980) gilt als Markstein seiner Entwicklung. Children of God (1997/98) für Countertenor und Orchester verarbeitet Texte aus drei monotheistischen Weltreligionen Judentum, Christentum und Islam in hebräischer, lateinischer und arabischer Sprache. Zu seinen Hauptwerken zählt die Oper A Journey to the End of the Millennium (2005) nach einem Libretto von Abraham B. Jehoshua, komponiert zum 20-jährigen Bestehen der Israeli Opera. Seine 3. Sinfonie Bameh Madlikin entstand 2006 als Auftragswerk zum 70. Geburtstag des Israel Philharmonic Orchestra.
Bardanaschwilis Werke wurden weltweit aufgeführt, interpretiert u. a. von Giora Feidman, Tabea Zimmermann, Natalia Gutman und Avi Avital, dirigiert u. a. von Zubin Mehta, Shlomo Mintz, Andres Mustonen, Steven Sloane und Uri Segal.